# Вид консонанса
Вид (др.-греч. εἶδος, σχῆμα, лат. species) консонанса, подразумевается вид первого консонанса (лат. species primae consonantiae) — способ поступенного заполнения звукоряда, ограниченного консонансами кварты, квинты или октавы. Виды первых консонансов имели основополагающее значение в античности и средневековье для построения теории лада.

## Краткая характеристика
Учение о видах — непременная составная часть древнегреческих учебников и исследований о гармонии (см. Гармоника), входившая в раздел об интервальных системах. Обязательные главы о видах содержат, например, гармоники Аристоксена, Птолемея, Клеонида, Гауденция. Различные октавные (квартовые, квинтовые) звукоряды нумеровались по порядку восхождения: им присваивались порядковые числительные (первый, второй, третий…) или атрибуты-этнонимы и производные от этих атрибутов — атрибут «лидийский» обязан лидийцам, «дорийский» дорийцам, «фригийский» фригийцам, далее к ним добавлялись словообразующие приставки гипер-, гипо-, миксо-.
В зависимости от рода мелоса виды могли иметь различное интервальное строение. В диатоническом роде первым, или миксолидийским, видом октавы назывался звукоряд h-a-g-f-e-d-c-H, вторым (лидийским) — c2-h-a-g-f-e-d-c, третьим (фригийским) — d2-c2-h-a-g-f-e-d и так далее:
Концепция видов первых консонансов (species primarum consonantiarum) была унаследована от греков Боэцием, который различал три диатонических вида кварты (species diatessaron), четыре вида квинты (species diapente) и семь видов октавы (species diapason). Через Боэция (главным образом) концепция видов была воспринята средневековыми теоретиками, у которых стала частью стандартного учения о ладах. Известные музыканты Средних веков и Возрождения (Берно из Райхенау, Гвидо Аретинский, Вильгельм из Хирзау, Арибо Схоласт, Маркетто Падуанский и многие другие) рассматривали виды кварты и квинты как базовые структуры, из которых строятся октавные звукоряды (церковных тонов):

Те, кто судит о тонах [церковных] распевов только по восхождению и нисхождению [мелодии],— не музыканты, а слепцы, лучше называть таковых певчими, блуждающими впотьмах. Мы же намереваемся показать, как распевы распознаю́тся по их строению (distinctiones) и по видам (species) [консонансов]; ибо виды, как говорит Берно, суть музыкальные яства, из которых приготовляются лады.— Маркетто Падуанский. Разъяснение в искусстве плавной музыки, XI.3
В позднем Средневековье по аналогии с (традиционными) видами кварты, квинты и октавы теоретики анализировали также виды терций и секст, вошедших к тому времени в разряд (несовершенных) консонансов. В эпоху Возрождения интерес к античной трактовке видов консонанса возродился с новой силой, в связи с обсужденим их значимости в многоголосии, например, в трактатах «L’antica musica ridotta alla moderna prattica» Н. Вичентино (1555) и «De modis» Дж. Меи (1573).

## Виды октавы и октавные лады
Для теории музыки особенно значимыми были виды октавы (некоторые греки называли их «гармониями», ἁρμονίαι), так как именно из них (согласно Аристоксену, Птолемею и Боэцию) выводились звукоряды ладов. По древней традиции (истоки которой проследить невозможно) греки и римляне именовали виды октавы и выводившиеся из них лады одними и теми же «этническими» именами (и производными от них). Отсюда возникли дорийский, фригийский, лидийский, миксолидийский лады и их гипо-варианты (кроме гипомиксолидийского, см. нотный пример вверху).
Начиная с IX в. и поныне эти этнонимы западная и русская теория музыки прилагает к звукорядам иной структуры — не тем, которые были приняты в античной теории музыки (см., например, Натуральные лады). Путаница в этнонимах октавных ладов обязана неизвестному автору IX в. (его трактат назывался «Alia musica», то есть «Иная музыка»), который основал свою интерпретацию на «Музыке» Боэция. «Последний римлянин», к сожалению, не показал детально, как именно ладовые звукоряды разной структуры (modi / toni / tropi) выводятся из видов октавы. «Эллиптичность» изложения ладовой теории Боэция и послужила причиной ошибочной интерпретации Анонима. Вот как выглядит выведение ладов из октавных видов у Боэция:

Двухоктавная система мыслится от просламбаномена до неты высших (со всеми звукоступенями, расположенными внутри). Если такие полные системы поднять повыше или опустить пониже в соответствии с вышеназванными видами октавного консонанса, получатся семь ладов, имена которых таковы: гиподорийский, гипофригийский, гиполидийский, дорийский, фригийский, лидийский, миксолидийский.— Боэций. Основы музыки
Затем (в той же гл.15) Боэций последовательно описывает только повышение полной системы. Базовое высотное положение системы объявляется «гиподорийским ладом» (modus hypodorius). Первое повышение высотной базы на целый тон названо «гипофригийским ладом» (modus hypophrygius). Следующее повышение даёт «гиполидийский лад» (modus hypolydius), следующее — «дорийский лад» (modus dorius) и т. д. в традиционной последовательности (см. нотный пример вверху). Из такого описания складывается впечатление, что «теория ладов Боэция» исчерпывается простой транспозицией Полной системы. Если ничего дальше не предполагать, придётся согласиться с тем, что дорийский лад равен фригигийскому, лидийскому и всем прочим, поскольку одна высотная позиция структурно ничем не будет отличаться от другой (не говоря уже о том, что у греков не было камертона и понятия абсолютной высоты звука).
Боэций в своём описании опустил самое важное. После того как вся матрица транспозиций будет построена, необходимо локализовать в ней разные виды октавы в одних и тех же высотных пределах. Именно это и означает фраза «в соответствии с вышеназванными видами октавного консонанса» (secundum supradictas diapason consonantiae species).
Такое место в матрице возможно только одно (на нижеследующей схеме границы выделены пунктиром). Последовательность получившихся в результате транспозиций интервалов в «образцовой» октаве и обнаружит воплощённый в каждом из ладов уникальный вид октавы:

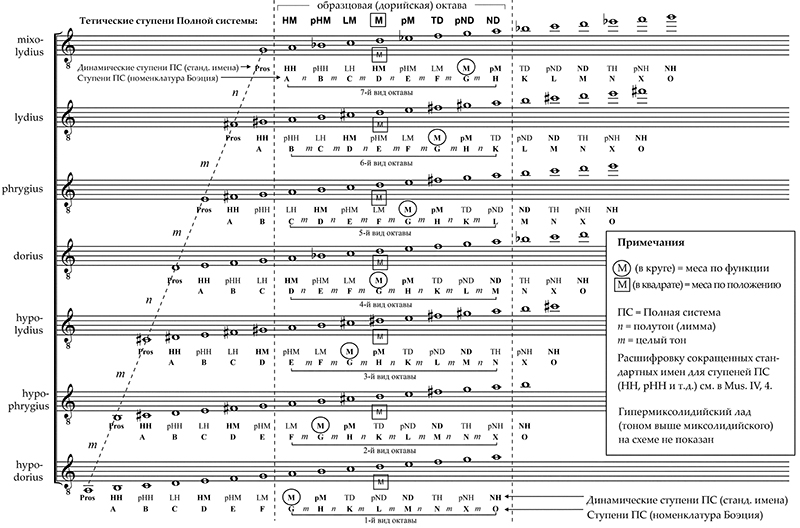
Выведение ладов из видов октавы по Боэцию (реконструкция)

Из скупого описания Боэция анонимный автор «Alia musica» взял на заметку (а) порядок перечисления ладов (гиподорийский, гипофригийский, гиполидийский, дорийский и т. д.), а (б) указание на восходящую транспозицию Полной системы целиком интерпретировал как сдвиг по одной и той же (нетранспонированной) диатонической гамме. Отсюда и возник новый (не тот, что у греков, и не тот, что у Боэция) распорядок видов октавы
| № вида октавы | у греков              | у Боэция              | у Анонима            |
| ------------- | --------------------- | --------------------- | -------------------- |
| 1             | H-c-d-e-f-g-a-h       | a-h-c'-d'-e'-f'-g'-a' | A-H-c-d-e-f-g-a      |
| 2             | c-d-e-f-g-a-h-c'      | g-a-h-c'-d'-e'-f'-g'  | H-c-d-e-f-g-a-h      |
| 3             | d-e-f-g-a-h-c'-d'     | f-g-a-h-c'-d'-e'-f'   | c-d-e-f-g-a-h-c'     |
| 4             | e-f-g-a-h-c'-d'-e'    | e-f-g-a-h-c'-d'-e'    | d-e-f-g-a-h-c'-d'    |
| 5             | f-g-a-h-c'-d'-e'-f'   | d-e-f-g-a-h-c'-d'     | e-f-g-a-h-c'-d'-e'   |
| 6             | g-a-h-c'-d'-e'-f'-g'  | c-d-e-f-g-a-h-c'      | f-g-a-h-c'-d'-e'-f'  |
| 7             | a-h-c'-d'-e'-f'-g'-a' | H-c-d-e-f-g-a-h       | g-a-h-c'-d'-e'-f'-g' |

и новая привязка этнонимов ладов
| № вида октавы | звукоряд             | этноним лада   | номер лада (tonus, tropus) |
| ------------- | -------------------- | -------------- | -------------------------- |
| 7             | g-a-h-c'-d'-e'-f'-g' | миксолидийский | VII                        |
| 6             | f-g-a-h-c'-d'-e'-f'  | лидийский      | V                          |
| 5             | e-f-g-a-h-c'-d'-e'   | фригийский     | III                        |
| 4             | d-e-f-g-a-h-c'-d'    | дорийский      | I                          |
| 3             | c-d-e-f-g-a-h-c'     | гиполидийский  | VI                         |
| 2             | H-c-d-e-f-g-a-h      | гипофригийский | IV                         |
| 1             | A-H-c-d-e-f-g-a      | гиподорийский  | II                         |

Восьмой тон d-e-f-g-a-h-c'-d' (дубликат четвёртого вида октавы), необходимый в системе парных церковных тонов, Аноним добавил сам, назвав его «гипермиксолидийским».
Нумерация видов октавы, зафиксированная Анонимом, стала всеобщей в музыкальной теории Средневековья, а его привязки этнонимов ладов к указанным диатоническим звукорядам удержались в теории музыки до наших дней.